# ناجي بن عمر بن بريك
ناجى بن عمر بن بريك (1165 – 1193هـ ) هو مؤسس الإمارة البريكية في الشحر، شرق حضرموت و التي حكمت من عام 1751م وحتى عام 1866م.